# Bartholomew Johnson
Bartholomew Johnson, né le 3 octobre 1710 et mort le 14 février 1814, est un centenaire britannique. Il fut doyen de l'humanité d'une date inconnue à sa mort.